# La custode di mia sorella
La custode di mia sorella è un romanzo del 2004 della scrittrice Jodi Picoult. Il romanzo è stato pubblicato in Italia da Corbaccio nel 2005.
Il romanzo racconta la storia delle sorelle Kate ed Anna Fitzgerald, la prima malata di leucemia la seconda concepita in vitro allo scopo di salvare la vita della sorella. 
Il delicato racconto, al limite tra etica e scienza, si dipana attraverso un impianto narrativo corale, dando voce a turno ai diversi protagonisti della storia.

## Trama
La storia si ambienta nell'immaginaria città statunitense di Upper Darby nel 2004. Kate - figlia di mezzo della famiglia Fitzgerald - soffre fin da piccola di leucemia promielocitica acuta, un tumore del sangue e del midollo osseo. Ai genitori Sara e Brian viene suggerito di concepire un bambino in vitro affinché sia geneticamente compatibile con Kate, così da salvarla attraverso la donazione del sangue del cordone ombelicale. La coppia acconsente e ciò porta alla nascita della terzogenita Anna. Tuttavia, qualche anno dopo, il cancro di Kate si ripresenta; negli anni successivi, Anna si ritrova a prestarsi a numerose donazioni per conto della sorella.
Quando Anna ha tredici anni, scopre che i genitori intendono farle donare un rene a Kate, che soffre di insufficienza renale. L'operazione sarebbe molto rischiosa, in quanto potrebbe uccidere Kate e la perdita di un rene influenzerebbe il resto della vita di Anna. Anna chiede all'avvocato Campbell Alexander di assisterla nella sua richiesta di ottenere l'emancipazione medica, così da poter prendere le proprie decisioni in merito al suo corpo. 
Inizialmente Sara pensa che la decisione di Anna derivi da una semplice necessità di attenzione, ma la bambina rifiuta di ritirare la sua denuncia, pertanto il caso viene portato davanti a un giudice. Avendo fatto l'avvocato civilista prima di ritirarsi per occuparsi della famiglia, Sara, da sempre guidata dalla volontà di mantenere in vita Kate, decide di rappresentarsi da sola. Il giudice assegnato al caso, De Salvo, ha perso l'anno prima la figlia dodicenne a causa di un autista ubriaco.
Julia Romano viene assegnata come tutrice ad litem per Anna durante il processo, durante il quale si discuterà cos'è meglio per Sara. Julia e Campbell avevano avuto una relazione quando andavano al liceo insieme, finché Campbell non troncò il loro rapporto senza un apparente motivo. 
Nel frattempo il fratello maggiore di Kate e Anna, Jesse, prende una strada di delinquenza per essere stato pesantemente trascurato dai familiari per tutta la vita. Arriva a darsi alla piromania e al consumo di droghe, finché Brian non si confronta con lui.
Alla fine del processo, si scopre che Anna sta agendo secondo i desideri di Kate: quest'ultima è stanca di vivere nella sofferenza per la sua condizione e non vuole costringere Anna a donarle un rene che probabilmente non basterà a salvarla, quindi ha incoraggiato la sorella a ottenere l'indipendenza che le è stata sempre negata. Mentre Anna sta per testimoniare, Campbell crolla a causa di un attacco epilettico, vera ragione per la quale si separò con Julia, convinto che meritasse di meglio. Julia lo rassicura che non ha bisogno di nascondere la sua malattia, portando a un ricongiungimento tra i due. Il giudice si pronuncia in favore di Anna e concede a Campbell una procura medica. Anna esprime comunque l'intenzione di donare il suo rene a Kate, volendo che la sorella viva.
Tuttavia, mentre Campbell sta riportando Anna a casa al termine del processo, i due subiscono un grave incidente d'auto. Anna viene dichiarata morta cerebralmente, pertanto Campbell acconsente affinché i suoi organi vengano donati a Kate, che guarisce definitivamente dal cancro. Nei successivi otto anni, Sara e Brian affrontano devastati la morte della figlia, mentre Jesse diventa agente di polizia e Kate un'insegnante di danza. Kate riflette sulla tragedia ed esprime gratitudine alla parte di Anna che vive dentro di lei.

## Personaggi
- Andromeda "Anna" Fitzgerald è stata concepita con le caratteristiche genetiche per poter essere donatrice di midollo osseo e sangue per la sorella maggiore malata di leucemia, con la quale è profondamente legata. Stufa di esami clinici e prelievi, inizierà una causa legale contro i genitori per ottenere l'emancipazione medica.
- Katherine "Kate" Fitzgerald è la sorella maggiore di Anna, malata di leucemia promielocitica acuta dall'età di 2 anni. Ha trascorso gran parte della sua giovane vita dentro e fuori dagli ospedali, sottoponendosi a numerose e dolorose cure. Ama il balletto e adora guardare le soap opera, sognando una relazione romantica.
- Jesse Fitzgerald è il fratello maggiore di Anna e Kate, egli si sente inutile non potendo contribuire alle cure della sorella, non essendo compatibile. Jesse manifesta questo disagio con atti di piromania e abusando di droghe.
- Sara Fitzgerald è la madre di Anna, Kate e Jesse. Ama in modo viscerale i figli, nonostante abbia più attenzioni per Kate. La donna è un'ex avvocata e quando la figlia Anna inizia una battaglia legale per la sua emancipazione medica decide di rappresentarsi da sola.
- Brian Fitzgerald è il padre di Anna, Kate e Jesse e marito di Sara. Egli lavora come pompiere ed è appassionato di astronomia.
- Campbell Alexander è l'avvocato che si prende a cuore la vicenda di Anna, rappresentando la ragazzina pro bono publico. Possiede un cane di nome Judge che si porta sempre dietro, persino in tribunale.
- Julia Romano è il tutore legale di Anna. In passato è stata legata sentimentalmente con l'avvocato Campbell Alexander.

## Adattamento cinematografico
Nel 2009 è stato realizzato un omonimo adattamento cinematografico diretto da Nick Cassavetes e sceneggiatore dallo stesso Cassavetes assieme a Jeremy Leven. Cameron Diaz e Jason Patric sono i genitori di Kate e Anna, interpretate rispettivamente da Sofia Vassilieva e Abigail Breslin, Alec Baldwin interpreta invece l'avvocato Campbell Alexander. La differenza principale tra il libro e il film è il finale: nel libro, dopo aver vinto la causa, Anna è coinvolta in un incidente stradale ed entra in stato di morte cerebrale. Con il permesso dell'avvocato Campbell, i suoi reni sono donati alla sorella Kate, che può continuare a vivere, con gli organi della sorella morta; nel film invece, prima che la causa sia conclusa, Kate muore nel sonno in ospedale accanto a sua madre e, dopo la morte della sorella, Anna vince la causa.
Il film è uscito negli Stati Uniti il 26 giugno 2009, distribuito dalla New Line Cinema, mentre in Italia uscirà il 4 settembre dello stesso anno su distribuzione Warner Bros.
La versione cinematografica presenta alcune differenze molto significative rispetto al romanzo.
- I vari personaggi nel film sono un po' più giovani e hanno un aspetto diverso da quello descritto nel romanzo.
- Nel film è del tutto assente il personaggio di Julia Romano. Il cui ruolo di tutore ad litem è assunto dallo stesso Campbell.
- Mentre nel romanzo Anna intenta la causa sia per assecondare i desideri della sorella sia perché sinceramente desidera poter avere una propria opinione relativo all'uso del suo corpo, nel film questo secondo desiderio non è particolarmente approfondito. Per questo il tema centrale del romanzo è soprattutto il bisogno di Anna di ottenere un concreto controllo sulle decisioni relative a sé stessa mentre nel film il tema principale è l'accettazione dell'ineluttabilità della morte.
- Il finale è profondamente diverso: nel romanzo Anna vince la causa, ma muore in un incidente e i suoi organi sono donati, quindi Kate riceve il rene e sopravvive alla leucemia; nel film, dopo aver saputo del desiderio di Kate di morire, la famiglia rinuncia al trapianto, qualche giorno dopo Kate muore e solo successivamente Anna vince la causa.

## Edizioni
- Jodi Picoult, La custode di mia sorella, traduzione di L. Corradini Caspani, Corbaccio, 2005,  p. 428, ISBN 88-7972-678-1.